# José de Santa Escolástica Álvares Pereira
José de Santa Escolástica Álvares Pereira, O.S.B. (Porto, 20 de fevereiro de 1742 - Salvador, 3 de janeiro de 1814) foi um frei e prelado português,  arcebispo da Bahia e Primaz do Brasil.

## Biografia
Nascido no Porto, estudou teologia na Universidade de Coimbra a partir de 1765 até 1770. Foi ordenado diácono na Ordem de São Bento em 4 de abril de 1767 e, em 21 de abril, foi ordenado padre.
Foi pregador da Real Capela da Bemposta, qualificador do Santo Ofício, revisor da Inquisição para a censura de livros e secretário do abade do Mosteiro de São Bento da Saúde.
Em 25 de fevereiro de 1802, foi nomeado pelo príncipe regente Dom João como bispo de Olinda, em sucessão a Dom José Joaquim da Cunha Azeredo Coutinho, nomeado bispo de Diocese de Elvas. Contudo, não assumiu a Diocese, permanecendo em Portugal, mas servindo na Diocese de Elvas.
Em 25 de outubro de 1803, foi então nomeado para ser o arcebispo metropolitano de São Salvador da Bahia, tendo seu nome confirmado em 26 de março de 1804 e sendo consagrado em 17 de junho, no Mosteiro de São Bento da Saúde de Lisboa, por Dom 
António Caetano Maciel Calheiros, arcebispo auxiliar de Lisboa, coadjuvado por Dom Manuel Joaquim da Silva, arcebispo vigário geral do Grão-Priorado do Crato e por Dom Mateus de Abreu Pereira, bispo de São Paulo.
Desembarcou em Salvador em 11 de junho de 1805 e tomou posse solene da Sé em 17 de junho. Durante sua administração, tentou implementar a ereção de um Seminário local mas, como não encontrou um edifício com condições de abrigá-lo, não conseguiu concluir a sua implementação. Ainda, com a morte do Conde da Ponte em 1809, assumiu o governo civil da Capitania da Bahia, até a chegada do Conde dos Arcos.
Morreu em 3 de janeiro de 1814, estando sepultado na Capela de São Jorge no Mosteiro de São Bento de Salvador.